# 아라치촌
아라치촌(愛発村)은 후쿠이현 쓰루가군에 설치되었던 촌이다. 현재의 쓰루가시 남동부에 해당한다.